# 十勝社会人サッカーリーグ
十勝社会人サッカーリーグ（とかちしゃかいじんサッカーリーグ）とは、全国の各都道府県にあるサッカーの都道府県リーグの下部の支部リーグのひとつ。北海道十勝地区のクラブチームが参加するリーグである。

## 概要・レギュレーション
2025年度の十勝社会人サッカーリーグは1部・ミドルの構成で、2回戦総当たり方式となっている。

道東ブロックリーグからの降格やチームの新規参入、解散などによってチーム数が増減する。

### 昇格・降格に関して
- 優勝チームは道東ブロックリーグ3位以下の十勝地区チームとの入れ替え戦で勝利すれば昇格となる。[注 1]

## 参加クラブ（2025年）

### 1部リーグ
- クラップス
- 南町FC
- TEAM@YOSHINO
- 帯広蹴球団
- 帯広畜産大学サッカー部

### ミドルリーグ
- 新緑オールジャパン
- DIVISION
- 上士幌O-30
- Panamera

出典 : 